# Amerikaanse Maagdeneilanden op de Olympische Winterspelen 1994
Tijdens de Olympische Winterspelen van 1994, die in Lillehammer (Noorwegen) werden gehouden, namen de Amerikaanse Maagdeneilanden voor de derde keer deel.

## Deelnemers en resultaten
(m) = mannen, (v) = vrouwen 

### Bobsleeën
| Olympiër                                                      | Discipline                                   | Resultaat | Prestatie                                                                    |
| ------------------------------------------------------------- | -------------------------------------------- | --------- | ---------------------------------------------------------------------------- |
| Keith Sudziarski Todd Schultz                                 | 2-mansbob (m) Amerikaanse Maagdeneilanden I  | 38e       | run 1: 55,16 run 2: 55,13 run 3: 55,24 run 4: 55,25 totaal: 3.40,78 (+9,97)  |
| Zachary Zoller Paul Zar                                       | 2-mansbob (m) Amerikaanse Maagdeneilanden II | 42e       | run 1: 56,01 run 2: 56,57 run 3: 56,15 run 4: 56,28 totaal: 3.45,01 (+14,20) |
| Zachary Zoller Paul Zar (2) David Entwistle (2) Alexander Poe | 4-mansbob (m) Amerikaanse Maagdeneilanden I  | 28e       | run 1: 53,79 run 2: 53,82 run 3: 54,23 run 4: 53,81 totaal: 3.35,65 (+7,87)  |

### Rodelen
| Olympiër           | Discipline | Resultaat | Prestatie                                                                         |
| ------------------ | ---------- | --------- | --------------------------------------------------------------------------------- |
| Kyle Heikkila (2)  | mannen     | 23e       | run 1: 52,007 run 2: 52,007 run 3: 51,519 run 4: 51,703 totaal: 3.27,236 (+5,665) |
|                    |            |           |                                                                                   |
| Anne Abernathy (3) | vrouwen    | 20e       | run 1: 50,698 run 2: 50,190 run 3: 49,776 run 4: 50,167 totaal: 3.20,831 (+5,314) |

Amerikaanse Maagdeneilanden · Amerikaans-Samoa · Andorra · Argentinië · Armenië · Australië · België · Bermuda · Bosnië en Herzegovina · Brazilië · Bulgarije · Canada · Chili · China · Chinees Taipei · Cyprus · Denemarken · Duitsland · Estland · Fiji · Finland · Frankrijk · Georgië · Griekenland · Groot-Brittannië · Hongarije · IJsland · Israël · Italië · Jamaica · Japan · Kazachstan · Kirgizië · Kroatië · Letland · Liechtenstein · Litouwen · Luxemburg · Mexico · Moldavië · Monaco · Mongolië · Nederland · Nieuw-Zeeland · Noorwegen · Oekraïne · Oezbekistan · Oostenrijk · Polen · Portugal · Puerto Rico · Roemenië · Rusland · San Marino · Senegal · Slovenië · Slowakije · Spanje · Trinidad en Tobago · Tsjechië · Turkije · Verenigde Staten · Wit-Rusland · Zuid-Afrika · Zuid-Korea · Zweden · Zwitserland